# Magirus M2000
Pour les articles homonymes, voir M2000.
Le Magirus-Deutz M 2000 est un autocar de ligne et de grand tourisme présenté à l'IAA de Francfort 1977. C'est la version allemande du Fiat 370.

## Histoire
En janvier 1975, Fiat V.I. regroupe toutes ses filiales poids lourds et autobus sous la bannière IVECO. En milieu d'année 1976, Fiat Bus lance le remplaçant du Fiat 343, le Fiat 370.
Le bureau d'études Magirus-Deutz, travaillait depuis des années sur le remplacement des gammes Magirus R/TR 100 et R/TR 120 qui dataient de 1960. Les finances de la marque allemande n'avaient pas permis de débloquer les investissements nécessaires et les ventes d'autocars baissaient face à la concurrence des nouveaux Mercedes O 303 et des importations.
Profitant du lancement du nouveau modèle Fiat, la décision fut prise d'étudier une variante pour le marché allemand en utilisant la caisse du Fiat et en lui greffant une motorisation refroidie par air, ce qui avait fait la réputation de la marque Magirus.
La mise au point de cette adaptation pris quasiment une année et le Magirus M 2000, développé à Mayence pour le marché allemand est présenté en 1977.
Les ingénieurs ont dû travailler sur la réduction de poids de l'autocar car la législation allemande limitait le PTR à 16 tonnes au lieu des 18 tonnes en Italie. Cela a commencé avec le remplacement des pare-chocs en acier par du polyuréthane, le capot en fibre de verre et les volets de soutes latérales en aluminium. 
Le moteur était un diesel V8 Deutz de 12.763 cm3 de cylindrée, type F8L 413F, développant une puissance de 188 kW / 256 ch. La boîte de vitesses était une ZF S 6-65. Les techniciens allemands avaient jugé que la puissance du moteur V8 était suffisante pour l'époque, alors que le modèle italien disposait d'une puissance de 354 ch dans sa version GT.
Le M 2000 verra son aménagement intérieur redessiné pour tenir compte des goûts allemands mais conservait les plus italiens comme le volant réglable et le poste de conduite ergonomique avec le siège réglable hydrauliquement.
Une grande attention avait été apportée au système de ventilation avec chauffage et climatisation intégrés. Par rapport au modèle italien, le chauffage avait été renforcé par un chauffage supplémentaire au sol. 
Le M2000 comme son géniteur le Fiat 370 ont été très appréciés par les voyageurs grâce aux larges surfaces vitrées et à la position des fauteuils plus élevée que celle des autocars traditionnels allemands.
Dans sa version grand tourisme, le M2000 avait une porte centrale et des toilettes ainsi qu'une prise de courant 220 volts pour les rasoirs.
Le Magirus M 2000 était disponible en 3 versions : 
- autocar GT de 12 m avec porte centrale et WC,
- autocar de ligne de 12 m avec entrée par l'arrière,
- autocar de ligne de 10,6 m avec entrée par l'arrière.

En 1981, une version haute (HD) vint compléter la gamme.
Le M 2000 est le dernier autocar de la marque allemande Magirus. La fabrication des autobus et autocars a été arrêtée en fin d'année 1982. La fabrication du Fiat Iveco 370 et de sa variante M 2000 s'est poursuivie en Italie jusqu'en 1992, avec des motorisations Fiat.

## Autocar Fiat 370

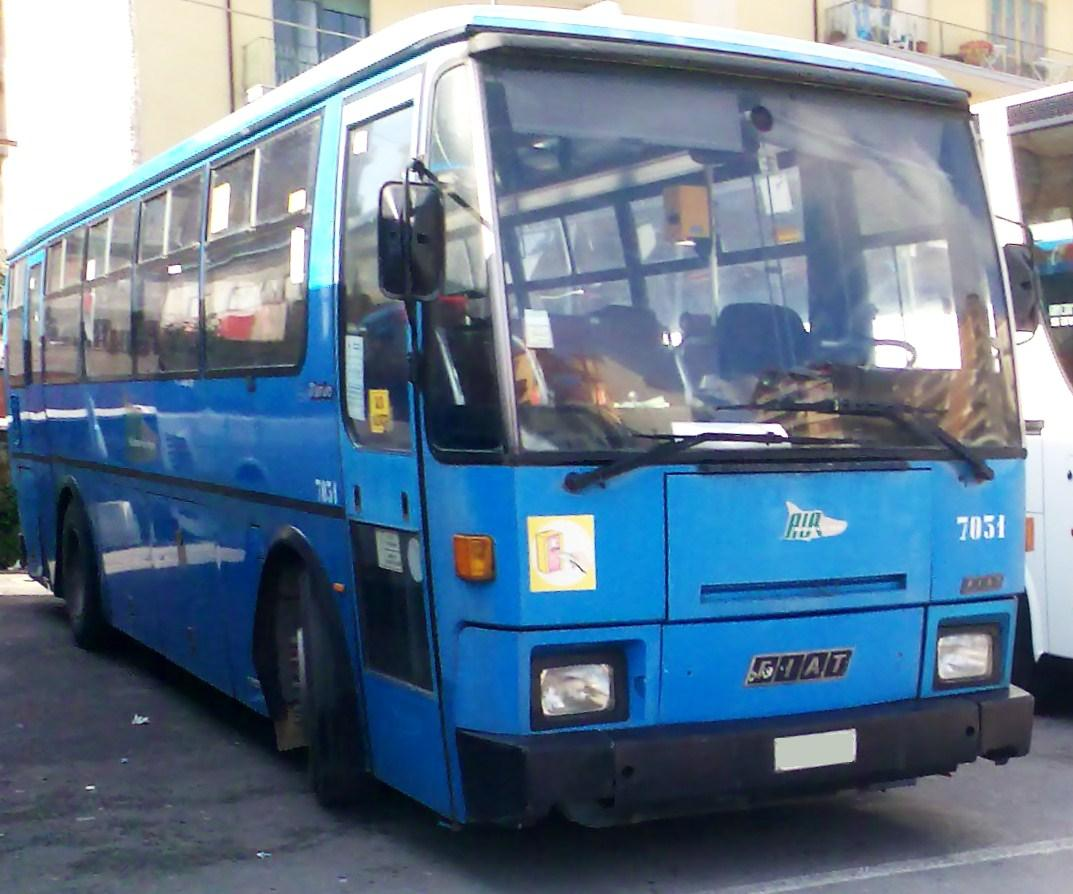
Fiat Iveco 370

L'autocar IVECO 370 est un véhicule de transport de personnes destiné à un service de ligne régulier et grand tourisme.
Présenté au mois d'août 1976 sous la marque Fiat Bus, c'est le digne héritier du Fiat 343. Le "370" sera le premier autocar à arborer le logo IVECO à partir de 1983.
Sa gamme très étendue sera livrée avec différentes carrosseries, comme de coutume en Italie où les carrossiers indépendants ont acquis une renommée mondiale. Outre la gamme standard carrossée par Fiat, usine de Cameri, il sera habillé notamment par Menarini, Orlandi, Dalla Via et Padane, pour ne citer que les plus importants. D'autres carrossiers étrangers comme notamment Van Hool ont utilisé cet excellent châssis motorisé. Il était disponible en 3 versions disposant de 48 à 57 sièges :
- ligne régulière,
- tourisme,
- GT - grand tourisme

À partir de 1982, les versions châssis destinés aux carrossiers extérieurs pour les GT sont équipées du nouveau moteur Fiat V8 de 17.174 cm3 développant 352 ch.
En 1985, toute la gamme IVECO bus et camions reçoit des motorisations turbo compressées. L'Iveco 370 n'échappe pas à la règle et la gamme est alors équipée de moteurs Fiat 8220.22 de 9.572 cm3 développant 240 ch.
En 1988, IVECO Bus décide de lancer sa propre version GT avec le 370S. Cet autocar, comme les versions châssis pour les carrossiers extérieurs sera équipé du moteur Fiat 8210.22B de 13.798 cm3 développant 304 ch.
En 1994, Iveco lance sa dernière version châssis du 370, le 370SE (Ecologique), destiné uniquement aux carrossiers italiens Orlandi et Dalla Via. Ce modèle recevra le moteur Fiat 8460.41S de 9.500 cm3 développant 345 ch. 
L'Iveco 370 sera un des meilleurs autocars Iveco et aura transporté au moins une fois chaque citoyen italien. Des milliers d'exemplaires ont été fabriqués jusqu'en 1998. En 2008, il n'est pas rare d'en rencontrer encore en parfait état sur les routes des pays d'Europe de l'Est ou d'Afrique.
C'est l'Iveco 380 Euroclass qui remplace ce monument à partir de 1995. La production du châssis pour les carrossiers continuera jusqu'en 2001.

## Curiosité
On retrouve la même esthétique de la face avant sur le petit autocar Magirus R81.